# 柏林级补给舰
702型特遣舰队补给舰（德語：Einsatzgruppenversorger Klasse 702），又称柏林级，是德国海军的一型补给舰，为德国海军目前吨位最大的舰船，用于为联合特遣舰队提供后勤支持和医疗服务。同级共建成3艘，首舰于2001年入役。
加拿大皇家海軍保護者級聯合後勤支援艦使用柏林级作为设计原型。

## 配置
柏林级配置有北约标准的2个干货/液货补给站，左右舷各一个；配置2台甲板起重机，每台起重能力为22吨；可搭载两架直升机执行垂直补给。
除补给任务外，柏林级还承担医疗中心的任务，拥有称作“集成海上救援中心”（iMERZ）的医院设施。起先由甲板上临时放置26个20呎標準貨櫃组成，后改装为永久性甲板设施，包括两个手术室、一个 X 光室、一个牙科和其他各科室。
柏林级装备有4门MLG 27遥控机炮和4挺12.7毫米机枪，必要时可加装FIM-92刺針防空飛彈。

## 历史
1990年代初，德国计划建造4艘新型补给舰。1994年减为1艘，于1996年获批建造。1996年又重启了第2艘舰的建造计划并于1998年获批。
前两艘舰——柏林号和美因河畔法兰克福号，分别于1999年和2001年下水，船体在弗伦斯堡造船厂建造。
2008年，德国下订第三艘同级补给舰波恩号。波恩号于2011年下水，船体在佩讷造船厂建造。波恩号比前两艘拥有更强的推进动力，从10,555 千瓦增加到14,400千瓦。

## 同级舰
全部3艘舰都隶属于德国海军第2舰队辅助中队（Trossgeschwader），母港为威廉港。
| 舷号  | 舰名               | 开建      | 下水          | 入役          |
| ----- | ------------------ | --------- | ------------- | ------------- |
| A1411 | 柏林号             | 1999年1月 | 1999年4月30日 | 2001年4月11日 |
| A1412 | 美因河畔法兰克福号 | 2000年8月 | 2001年1月5日  | 2002年5月27日 |
| A1413 | 波恩号             | 2010年9月 | 2011年4月11日 | 2013年9月13日 |